# Matthias de Zordo
Matthias de Zordo (21 de febrero de 1988 en Bad Kreuznach, Alemania) es un atleta alemán  especialista en lanzamiento de jabalina, prueba en la que fue campeón del mundo en 2011.

## Trayectoria
En el año 2007 ganó el oro en el Campeonato Europeo Junior que se celebró en la ciudad de Hengelo, Países Bajos, con un lanzamiento de 78,59 metros.
En el Campeonato Europeo de Barcelona de 2010 consigue la medalla de plata con un lanzamiento de 87,81 metros, su mejor marca personal hasta el momento, siendo superado en la final por el noruego Andreas Thorkildsen.
El mayor éxito en su carrera llegó al año siguiente, durante el Campeonato Mundial de Daegu, en donde obtuvo el título con un lanzamiento de 86,27 metros, superando en esta ocasión al campeón olímpico Thorkildsen. En ese mismo año, durante la final de la Liga de Diamante disputada en el Estadio Rey Balduino de Bruselas, de Zordo mejoró su marca personal al lanzar 88,36 metros.
No pudo defender su título en el Campeonato Mundial de 2013 por un desgarro en el tendón de Aquiles.

## Palmarés
| Fecha | Competición                            | Lugar             | Puesto | Marca   |
| ----- | -------------------------------------- | ----------------- | ------ | ------- |
| 2007  | Campeonato Europeo Junior              | Hengelo           | 1.º    | 78,59 m |
| 2009  | Campeonato Europeo sub-23              | Kaunas            | 8.º    | 75,40 m |
| 2010  | Campeonato Europeo por Equipos de 2010 | Bergen            | 1.º    | 83,80 m |
| 2010  | Campeonato Europeo                     | Barcelona         | 2.º    | 87,81 m |
| 2010  | Liga de diamante                       | Liga de diamante  | 3.º    |         |
| 2010  | Copa Continental                       | Split             | 3.º    | 82,89 m |
| 2011  | Campeonato Europeo por Equipos de 2011 | Estocolmo         | 3.º    | 77,86 m |
| 2011  | Campeonato Mundial                     | Daegu             | 1.º    | 86,27 m |
| 2011  | Ligua de diamante                      | Ligua de diamante | 1.º    |         |